# 나눔테크
주식회사 나눔테크(영어: NANOOM Tech)는 대한민국의 자동심장충격기 기업이다.

## 사업장
- 본사·공장 : 광주광역시 북구 첨단벤처소로 57
- 서울사업소 : 경기도 성남시 수정구 탄리로 73, 웅진베어스빌 1604호
- 대전·충청지사 : 대전광역시 유성구 테크노1로 12-22 A동 247호
- 대구·경북지사 : 대구광역시 달서구 달구벌대로 1581 빌리브죽전 301동 2801호
- 부산·경남지사 : 경상남도 김해시 주촌면 천곡로136번안길 13, 301호
- 제주지사 : 제주특별자치도 제주시 아연로 531